# Lidércek (opera)
A Le Villi (Lidércek) Giacomo Puccini első operája. A kétfelvonásos művet, melynek librettóját Ferdinando Fontana írta, Puccini a Sonzogno kiadó pályázatra komponálta, azonban a bírólóbizottság még csak említésre sem méltatta. Később, Arrigo Boito közbenjárásának köszönhetően 1884. május 31-én mégis bemutatták a darabot a milánói Teatro dal Vermében. Az előadás nagy sikerrel zárult, mint a közönség, mint a kritikusok kedvezően fogadták.
A Villi az első opera, melyben a secco recitativo (hangzó akkordokkal kísért énekbeszéd) eltűnik, de nem váltja fel a wagneri énekbeszéd sem. Helyette felbukkan Puccini későbbi parlando stílusa.

## Szerepek

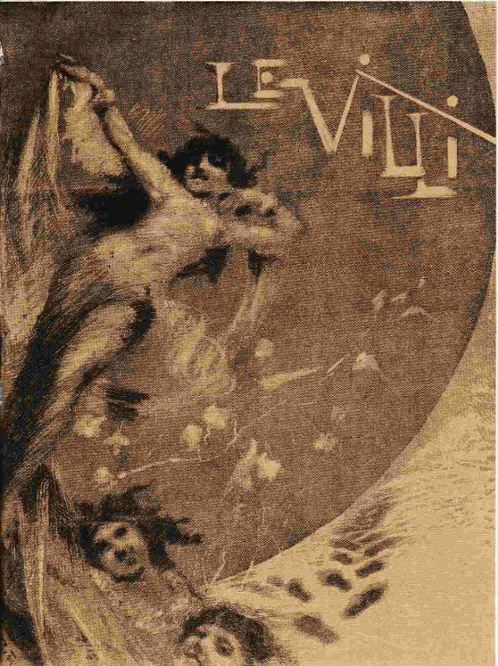
A Le Villi illusztrációja a "Gazetta Musicale di Milano"-ban (1884)

| Szereplő                                       | Hang típus           | Ősbemutató, 1884. május 1. (karmester: Arturo Panizza) | Második bemutató, átdolgozott változat, December 26, 1884. december 26 (Karmester: Giovanni Bolzoni) |
| ---------------------------------------------- | -------------------- | ------------------------------------------------------ | --- |
| Guglielmo, erdész                              | bariton vagy basszus | Erminio Peltz                                          | Agostino Gnaccarini                                                                                  |
| Anna, a lánya                                  | szoprán              | Rosina Caponetti                                       | Elena Boronat                                                                                        |
| Roberto, fiatalember                           | tenor                | Antonio d'Andrade                                      | Enrico Filippi-Bresciani                                                                             |
| Narrátor                                       | beszéd               |                                                        | |
| Hegyi emberek, tündérek, láthatatlan szellemek |                      |                                                        | |

## Cselekmény
- Helyszín: A Duna forrásvidéke, a Fekete-erdőben.
- Idő: valamikor a középkorban

### I. felvonás
tavasz
A Fekete-erdőben, egy falu szélén nagy vendégsereg ünnepeli a jegyespárt. A kórustól megtudhatjuk, hogy a vőlegény egy nagyobb vagyont örökölt a mainzi nagynénjétől. A falusiak örömükben táncolnak, még az öreg örömapa, Guglielmo  is táncra perdül. Miután mindenki kitáncol a színről, a menyasszony, Anna, szentimentális dalt énekel a vőlegényének, Róbertnek, melyben arra kéri, hogy soha ne hagyja el őt. A vőlegény megesküszik, hogy örökké hűséges marad.

### Intermezzo
Mainzban él egy „sirena”, aki ifjakat és véneket egyaránt megőrjít. Róbertet is elcsábítja, és különböző orgiákba vonja be, mire ő elfelejtkezik a menyasszonyáról. Anna hiába várja vissza a vőlegényét, s bánatában meghal. Puccini, hogy vizuálissá tegye az elhagyott lány halálát, egy női karral halotti dalt énekeltet, miközben a színen a gyászmenet egy fátyolfüggöny mögött átvonul a halott lány koporsójával. (Ezt a részt egy narrátor beszéli el.) Az intermezzo itt nem ér véget, hanem egy másik elbeszéléssel, versikével folytatódik, melyből megtudjuk, hogy az erdőben villik, szerelemtől meghalt lányok lelkei élnek, akik ha áruló férfira bukkannak az erdőben, halálra táncoltatják. Róbert, miután távozik a sirenától, az erdőn keresztül tér haza, amikor egyszerre csak dermesztő kacagás veszi körül.
Róbert erdőbeli kalandjának bemutatására Puccini egy szimfonikus közjátékot komponált. Sodró erejű, élénk scherzoszerű témával, pregnáns, ritmikus melléktémákkal.

### II. felvonás
tél
A második felvonás helyszíne megegyezik az első felvonásbélivel. Guglielmo fájdalommal siratja elhunyt lányát, a hűtlen vőlegényt pedig átkozza, és a villiket kéri, hogy álljanak bosszút.
A kötelességtudó villik kórusa felcsendül a színpad mögül, ahonnan Róbert támolyog elő, és miután beszámol az élményeiről, elátkozza a sirenát. Megszólal a halott menyasszony hangja is, és szemrehányásokat tesz Róbertnek, aki először megbocsátásért könyörög, majd belenyugszik sorsába. Táncra perdül a villikkel és a halott menyasszonyával, majd meghal. Anna lelke „Enyém vagy!” felkiáltással eltűnik, a villik a „hozsanna” felkiáltással követik Annát. Ekkor ismét megjelenik a színen az öreg Gugliemo, és elégtétellel emlegeti az isteni igazságszolgáltatást.

## Ismertebb áriák
- "Se come voi piccina" -  Anna az I. felvonásban
- "Anima santa della figlia mia" - Guglielmo a II. felvonásban
- "Torna ai felici dì" - Roberto a II. felvonásban